# Hadtörténeti Múzeum (Finnország)
A finnországi Hadtörténeti Múzeum (finn nyelven Sotamuseo) a finn honvédelem erőinek országos hadtörténeti múzeuma. Fő kiállítási helye Helsinkiben, Kruununhaka városrészben van. A múzeumnak van két nyári kiállítási külső helyszíne is Suomenlinna erődítményénél: a Maneesi és a múzeum legnépszerűbb kiállítása, a Vesikko múzeum-tengeralattjáró. 
Az 1929-ben alapított Hadtörténeti Múzeum gyűjti, őrzi, kutatja és kiállítja a finn honvédelmi erőkkel és a finn hadtörténettel kapcsolatos tárgyakat és emlékeket. A második világháború idején a múzeum személyzetét katonai szolgálatra hívták be és a kiállítási tárgyakat országszerte raktározták. A háború alatt mégis rendeztek kiállításokat is és azok révén pénzt gyűjtöttek a hadirokkantaknak.
A 21. század elején a múzeum gyűjteményében több mint 200 000 tárgy van, melynek csak a töredéke van kiállítva. A gyűjtemény tárgyai a svéd uralom korától a modern korig terjednek, de a legjelentősebb rész Finnország függetlenné válása utáni időszakból (1917-től) származik. Értékesek a múzeum archív fényképei is. 
A múzeum fő kiállítása (cím: Maurinkatu 1, Helsinki) a finn hadtörténetet mutatja be a svéd uralom korától a modern korig. A mellette lévő kiállító teremben (cím: Liisankatu 1) a finn téli háborúra vonatkozó speciális kiállítás nyílt 2009-ben.

## Nyári kiállítás terem (Maneesi) és a Vesikko múzeum-tengeralattjáró

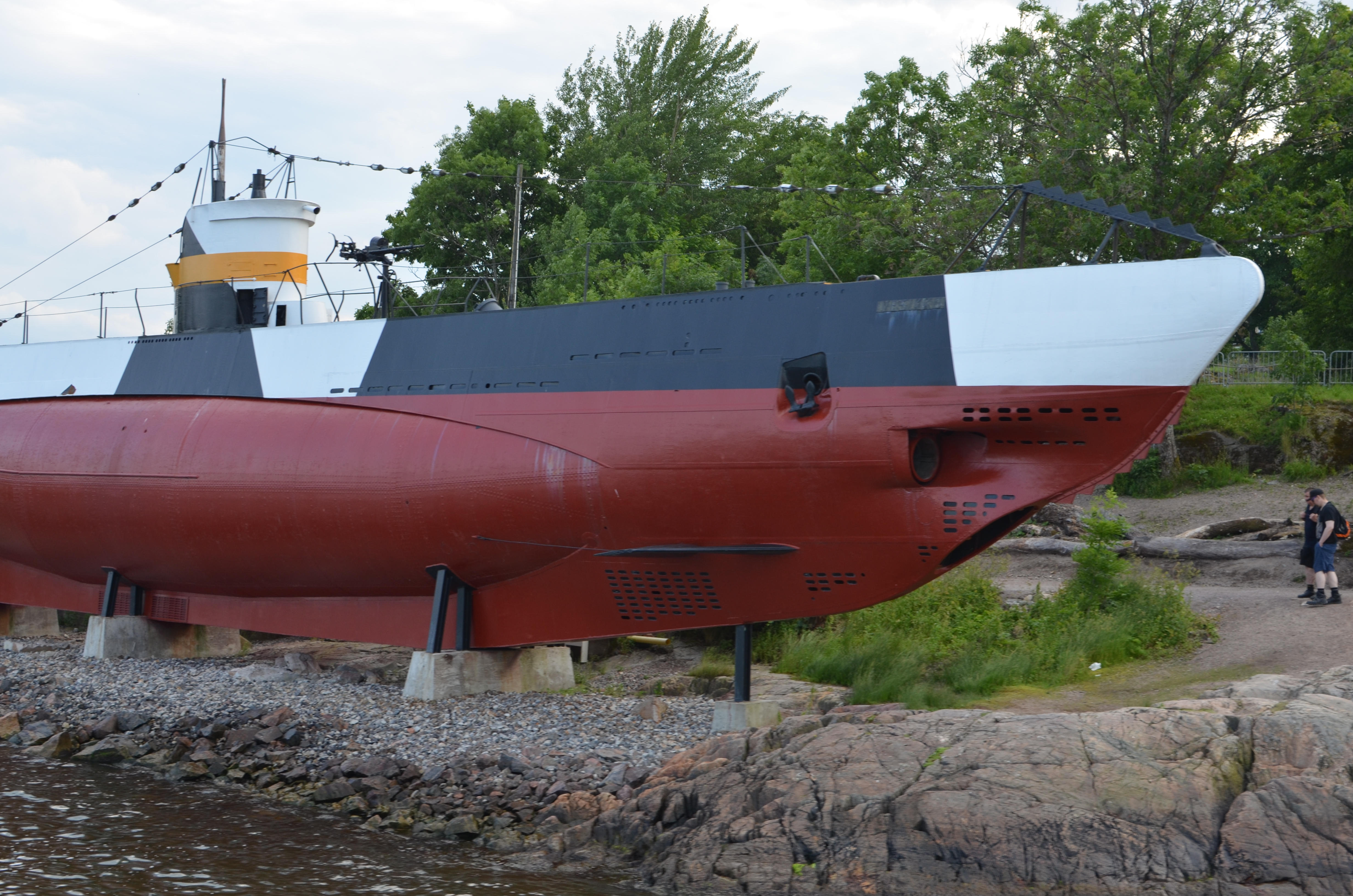
A Vesikko múzeum-tengeralattjáró

Suomenlinna erődítményében a Hadtörténeti múzeumnak két nyári kiállítása van: 
A Maneesi kiállítástermet 1989-ben nyitottak egy 1880-as évekből származó tüzérségi raktárépületben, itt a második világháború korának nehéz fegyverzetét és a parti tüzérségi fegyvereit mutatják be. 
A Vesikko tengeralattjáró mára az egyetlen épen maradt hajó az öt finn háborús tengeralattjáró közül. 1933-ban Turkuban készítette a Crichton-Vulcan hajógyár egy holland vállalkozással együttműködve német tervek alapján. A Vesikko a Finn Haditengerészet szolgálatában állt a téli- és a folytatólagos háború idején, a Finn-öbölben járőrözött, illetve finn konvojokat védett. Egy ellenséges hajót, egy szovjet teherhajót (a Vyborgot) torpedózott meg 1941 július 3-án. A párizsi békeszerződés 1947-ben megtiltotta Finnországnak tengeralattjárókat, így négy finn tengeralattjárót Belgiumban ócskavasnak eladtak. A Vesikko használhatatlan állapotban Finnországban maradt, később, 1973-ban múzeum lett.